# 弗里薩赫

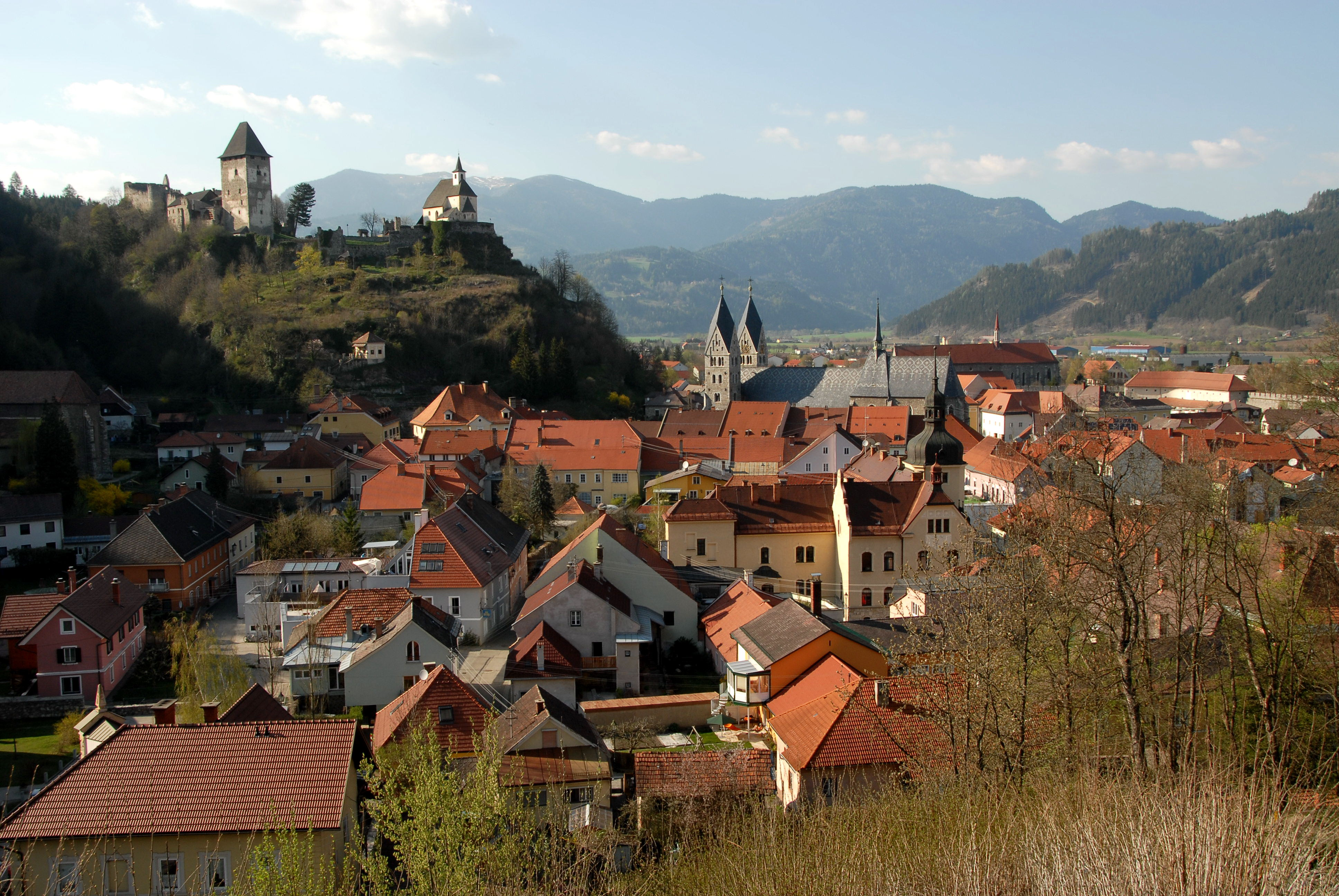

弗里薩赫是奧地利的城鎮，位於該國南部，距離首府克拉根福約40公里，由克恩頓州負責管轄，面積120.83平方公里，海拔高度634米，2012年人口5,176，其中九成居民信奉羅馬天主教。

## 外部連結
- Medieval Friesach official site
- Walled Towns Friendship Circle[永久]